# Estrella de bario
Las estrellas de bario son estrellas gigantes de tipo espectral G y K, cuyos espectros muestran exceso de elementos generados por medio del «proceso-s» de captura de neutrones y la presencia de bario ionizado, Ba+ y Ba2+, a una longitud de onda de 455,4 nm. Las estrellas de bario también presentan los rasgos espectrales del carbono acentuados —las líneas de las moléculas CH, CN y CN2. Esta clase de estrellas fue reconocida y organizada por William Bidelman y Philip Keenan.
El estudio de las velocidades radiales de este tipo de estrellas induce a pensar que todas las estrellas de bario son binarias. Observaciones en el ultravioleta realizadas con el International Ultraviolet Explorer han detectado enanas blancas como compañeras estelares de algunas estrellas de bario.
Se piensa que las estrellas de bario son el resultado de transferencia de masa en un sistema binario. Dicha transferencia tuvo lugar cuando la estrella gigante actual era todavía una estrella de  secuencia principal. Su compañera, la estrella donante, era una estrella de carbono en la rama asintótica gigante (RAG) que había producido carbono y elementos de proceso-s en su interior. Estos productos, provenientes de la fusión nuclear, fueron llevados por convección hacia la superficie de la gigante. Parte de este material contaminó la superficie de la estrella de secuencia principal cuando la donante perdió masa al final de su evolución, convirtiéndose posteriormente en una enana blanca.
Ahora vemos el sistema un tiempo indeterminado después del evento de transferencia de masa, cuando la estrella donante ya se ha convertido en una enana blanca difícil de detectar, y la estrella contaminada ha evolucionado hasta ser, a su vez, una gigante roja.
Durante su evolución, una estrella de bario puede ser más grande y más fría que el límite impuesto por las clases espectrales G a K. En este caso, aunque la estrella es de tipo espectral M, el exceso de elementos de proceso-s puede hacer que manifieste una composición alterada como peculiaridad espectral. Mientras la temperatura superficial de la estrella corresponde al tipo M, la estrella puede mostrar líneas de absorción de óxido de circonio (ZrO), uno de los elementos producidos en el proceso-s. Cuando esto sucede, la estrella es clasificada como estrella S.
Asimismo, las estrellas CH son estrellas de Población II en  estado evolutivo y con peculiaridades espectrales y parámetros orbitales similares; se piensa que pueden ser análogas a las estrellas de bario, aunque más antiguas y más pobres en metales.
Históricamente las estrellas de bario planteaban un enigma; dentro de la teoría estándar de la evolución estelar, las gigantes de tipo G y K no poseen masa suficiente como para poder sintetizar el carbono y otros elementos del proceso-s detectados en sus superficies. El descubrimiento de la duplicidad de estas estrellas resuelve el problema, en cuanto sitúa el origen de las peculiaridades espectrales en una compañera estelar lo suficientemente masiva como para producir dichos elementos. Se piensa que el episodio de transferencia de masa es muy breve dentro de la escala de tiempo de vida de la binaria. Esta hipótesis predice la existencia de estrellas de bario de la secuencia principal; se conoce al menos una estrella de estas características, HR 107.
Estrellas de bario prototípicas  son ζ Capricorni, HR 774 y HR 4474. Otras estrellas de bario más conocidas son Alfard (α Hydrae), Gacrux (γ Crucis) y Atria (α Trianguli Australis).